# Cicutoxina
La cicutoxina es una toxina poliacetilénica encontrada en varias plantas, siendo la más conocida la cicuta —Cicuta virosa y otras especies del mismo género—. Estructuralmente está relacionada con la enantotoxina y la carotatoxina. Se presenta naturalmente en la forma (-). Fue aislada por Jacobson en 1915, su estructura fue determinada por Anet en 1953. y la síntesis de su forma racémica fue llevada a cabo por Hill en 1955. También se ha estudiadio su actividad antileucémica. 
Forma prismas en un extracto étéreo, tornándose amarillento en contacto con el aire y la luz. Soluble en alcohol, cloroformo, éter, agua caliente y soluciones alcalinas. Prácticamente insoluble en éter de petróleo.  
Es un potente antagonista no competitivo del receptor GABA. En humanos, la cicutoxina produce náuseas, emesis y dolor abdominal. Los síntomas del envenenamiento empiezan a los 60 minutos de ingestión. Puede provocar temblores, convulsiones y muerte.
No debe confundirse con la coniína o cicutina, alcaloide tóxico de otra planta también llamada cicuta, de la misma familia Apiáceas, pero que pertenece al género Conium.